# Њупорт Ист (Роуд Ајланд)
Њупорт Ист (енгл. Newport East) град је у америчкој савезној држави Роуд Ајланд.

## Демографија
По попису из 2010. године број становника је 11.769, што је 306 (2,7%) становника више него 2000. године.
| Група             | 2000.          | 2010.         |
| Белци             | 10.237 (89,3%) | 9.852 (83,7%) |
| Афроамериканци    | 463 (4,0%)     | 588 (5,0%)    |
| Азијати           | 213 (1,9%)     | 352 (3,0%)    |
| Хиспаноамериканци | 249 (2,2%)     | 569 (4,8%)    |
| Укупно            | 11.463         | 11.769        |